# Tweede Kamerverkiezingen in het kiesdistrict Wijk bij Duurstede

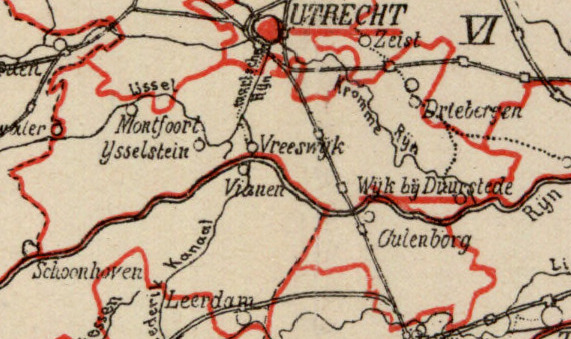
Kiesdistrict Wijk bij Duurstede (1888)

Tweede Kamerverkiezingen in het kiesdistrict Wijk bij Duurstede geeft een overzicht van verkiezingen voor de Nederlandse Tweede Kamer in het kiesdistrict Wijk bij Duurstede in de periode 1888-1918.
Het kiesdistrict Wijk bij Duurstede werd ingesteld na de grondwetsherziening van 1887. Tot het kiesdistrict behoorden de volgende gemeenten: Benschop, Beusichem, Buren, Buurmalsen, Cothen, Culemborg, Driebergen, Hoenkoop, Houten, IJsselstein, Jaarsveld, Jutphaas, Langbroek, Lopik, Montfoort, Odijk, Polsbroek, Rijsenburg, Schalkwijk, Snelrewaard, Tull en 't Waal, Vreeswijk, Werkhoven, Wijk bij Duurstede, Willeskop en Willige Langerak.
In 1897 werd de indeling van het kiesdistrict gewijzigd. Een gedeelte van het kiesdistrict Utrecht (de gemeenten Bunnik en Oudenrijn) werd toegevoegd aan het kiesdistrict Wijk bij Duurstede.
Het kiesdistrict Wijk bij Duurstede vaardigde in dit tijdvak per zittingsperiode één lid af naar de Tweede Kamer.
Legenda
- cursief: in de eerste verkiezingsronde geëindigd op de eerste of tweede plaats, en geplaatst voor de tweede ronde;
- vet: gekozen als lid van de Tweede Kamer.

## 6 maart 1888
De verkiezingen werden gehouden na vervroegde ontbinding van de Tweede Kamer.
|                        | 6 maart | 20 maart |
| ---------------------- | ------- | -------- |
| Kiesgerechtigden       | 3.226   | 3.226    |
| Opkomst                | 2.938   | 2.967    |
| Geldige stemmen        | 2.924   | 2.922    |
| Blanco stemmen         | 5       | 37       |
| Kandidaten             |         |          |
| H.J.A.M. Schaepman     | 1.244   | 1.563    |
| W. van Goltstein       | 905     | 1.359    |
| K.A. Godin de Beaufort | 765     |          |

## 9 juni 1891
De verkiezingen werden gehouden na ontbinding van de Tweede Kamer.
|                    | 9 juni | 23 juni |
| ------------------ | ------ | ------- |
| Kiesgerechtigden   | 3.260  | 3.260   |
| Opkomst            | 2.778  | 2.977   |
| Geldige stemmen    | 2.759  | 2.911   |
| Blanco stemmen     | 14     | 47      |
| Kandidaten         |        |         |
| W.H. de Beaufort   | 1.047  | 1.463   |
| H.J.A.M. Schaepman | 1.148  | 1.448   |
| H. Waller          | 550    |         |

## 10 april 1894
De verkiezingen werden gehouden na vervroegde ontbinding van de Tweede Kamer.
|                  | 10 april | 24 april |
| ---------------- | -------- | -------- |
| Kiesgerechtigden | 3.248    | 3.248    |
| Opkomst          | 2.398    | 2.736    |
| Geldige stemmen  | 2.374    | 2.705    |
| Blanco stemmen   | 22       | 28       |
| Kandidaten       |          |          |
| W.H. de Beaufort | 1.058    | 1.509    |
| S.M. van Wijck   | 962      | 1.196    |
| H. Waller        | 550      |          |
| W.H. de Beaufort | 32       |          |

## 15 juni 1897
De verkiezingen werden gehouden na ontbinding van de Tweede Kamer.
|                           | 15 juni |
| ------------------------- | ------- |
| Kiesgerechtigden          | 6.936   |
| Opkomst                   | 6.066   |
| Geldige stemmen           | 5.947   |
| Blanco stemmen            | 119     |
| Kandidaten                |         |
| H.M.J. van Asch van Wijck | 3.517   |
| W.H. de Beaufort          | 1.993   |
| H. Verkouteren            | 292     |
| C.V. Gerritsen            | 145     |

## 14 juni 1901
De verkiezingen werden gehouden na ontbinding van de Tweede Kamer.
|                           | 14 juni |
| ------------------------- | ------- |
| Kiesgerechtigden          | 6.509   |
| Opkomst                   | 4.634   |
| Geldige stemmen           | 4.474   |
| Blanco stemmen            | 160     |
| Kandidaten                |         |
| H.M.J. van Asch van Wijck | 3.091   |
| J.G. van Rappard          | 1.015   |
| J. Oudegeest              | 368     |

## 3 oktober 1901
Maurits van Asch van Wijck, gekozen bij de verkiezingen van 14 juni 1901, nam zijn benoeming niet aan vanwege zijn verkiezing tot lid van de Eerste Kamer. Om in de ontstane vacature te voorzien werd een naverkiezing gehouden.
|                  | 3 oktober |
| ---------------- | --------- |
| Kiesgerechtigden | 6.509     |
| Opkomst          | 3.427     |
| Geldige stemmen  | 3.367     |
| Blanco stemmen   | 60        |
| Kandidaten       |           |
| N. de Ridder     | 2.414     |
| J.G. van Rappard | 953       |

## 16 juni 1905
De verkiezingen werden gehouden na ontbinding van de Tweede Kamer.
|                  | 16 juni |
| ---------------- | ------- |
| Kiesgerechtigden | 7.715   |
| Opkomst          | 6.541   |
| Geldige stemmen  | 6.427   |
| Blanco stemmen   | 114     |
| Kandidaten       |         |
| N. de Ridder     | 4.233   |
| H.C. Dresselhuys | 2.065   |
| J. Oudegeest     | 129     |

## 11 juni 1909
De verkiezingen werden gehouden na ontbinding van de Tweede Kamer.
|                  | 11 juni |
| ---------------- | ------- |
| Kiesgerechtigden | 8.277   |
| Opkomst          | 6.214   |
| Geldige stemmen  | 6.054   |
| Blanco stemmen   | 160     |
| Kandidaten       |         |
| N. de Ridder     | 4.409   |
| P. Tideman       | 1.403   |
| W.F. Dekkers     | 242     |

## 30 december 1909
Nicolaas de Ridder, gekozen bij de verkiezingen van 11 juni 1909, overleed op 20 november 1909. Om in de ontstane vacature te voorzien werd een tussentijdse verkiezing gehouden.
|                                             | 30 december |
| ------------------------------------------- | ----------- |
| Kiesgerechtigden                            | 8.277       |
| Opkomst                                     | 6.829       |
| Geldige stemmen                             | 6.688       |
| Blanco stemmen                              | 141         |
| Kandidaten                                  |             |
| J.B.L.C.C. van Wijkerslooth de Weerdesteijn | 3.683       |
| H.C. Dresselhuys                            | 3.005       |

## 17 juni 1913
De verkiezingen werden gehouden na ontbinding van de Tweede Kamer.
|                                             | 17 juni |
| ------------------------------------------- | ------- |
| Kiesgerechtigden                            | 9.630   |
| Opkomst                                     | 8.901   |
| Geldige stemmen                             | 8.754   |
| Blanco stemmen                              | 147     |
| Kandidaten                                  |         |
| J.B.L.C.C. van Wijkerslooth de Weerdesteijn | 4.698   |
| H.C. Dresselhuys                            | 3.062   |
| E.A. Keuchenius                             | 710     |
| J. van Leeuwen                              | 284     |

## 15 juni 1917
De verkiezingen werden gehouden na ontbinding van de Tweede Kamer.
|                                             | 15 juni |
| ------------------------------------------- | ------- |
| Kiesgerechtigden                            | 9.986   |
| Kandidaten                                  |         |
| J.B.L.C.C. van Wijkerslooth de Weerdesteijn |         |

De zeven in de vorige Tweede Kamer vertegenwoordigde partijen hadden afgesproken in elkaars kiesdistricten geen tegenkandidaten te stellen. De Wijkerslooth de Weerdesteyn was derhalve de enige kandidaat; hij werd zonder nadere stemming gekozen verklaard.

## Opheffing
De verkiezing van 1917 was de laatste verkiezing voor het kiesdistrict Wijk bij Duurstede. In 1918 werd voor verkiezingen voor de Tweede Kamer overgegaan op een systeem van evenredige vertegenwoordiging met kandidatenlijsten van politieke partijen.